# Mački (Chorwacja)
Mački – wieś w Chorwacji, w żupanii zagrzebskiej, w gminie Farkaševac. W 2011 roku liczyła 84 mieszkańców.